# Wilmkjer
Wilmkjer (dänisch: Vilmkær) ist ein Ort an der deutsch-dänischen Grenze, dessen südlicher Teil zu Handewitt und dessen nördlicher Teil zum dänischen Gebiet Bau gehört.

## Lage
Der kleine Ort Wilmkjer liegt 600 Meter nordwestlich vom Ort Ellund. 800 Meter nördlich liegt der kleine dänische Ort Kristiansminde. Ungefähr zwei Kilometer nördlich liegt außerdem noch der Ort Pluskær. Wilmkjer wird durch die deutsch-dänische Grenze in einen nördlichen dänischen Teil mit zwei kleinen Hofstellen und einen deutschen Teil, mit einem einzigen größeren Unternehmensgelände geteilt. Der Abschnitt der Straße Ellund–West wird in diesem Bereich auch Wilmkjerweg genannt.

## Geschichte
Im 19. Jahrhundert gehörte das Gebiet Wilmkker noch vollständig zur Gemeinde Ellund. Im Jahr 1875 errichtete der Bauer Carsten Hansen den Bauernhof Wilmkjergaard (dänisch: Vilmkærgård) (Lage) im damals noch gänzlich unbebauten Gebiet Wilmkjer. Das zugehörige Land, das zum Großteil aus Heideland bestand, hatte er zum Teil geerbt und zum Teil gekauft. Auf der Karte der Preußischen Landesaufnahme um 1879 war das Gebiet mit Wilmkjergaard schon eingezeichnet. 1880 kaufte Hinrich-Michael-Hub Land bei Wilmkjer, das ebenfalls größtenteils aus Heideland bestand. Auf diesem Land errichtete er den zweiten Hof von Wilmkjer, der heute die Adresse Kristiansmindevej 16 besitzt (Lage).
Nach der Volksabstimmung in Schleswig im Jahr 1920 wurde Wilmkjer, als Teil der Gemeinde Ellund, vollständig Deutschland zugesprochen. Als aber die zwei Höfe von Wilmkjer einen persönlichen Antrag bei der zuständigen Kommission in Flensburg stellten, von Deutschland ausgegliedert und bei Dänemark eingegliedert zu werden, wurde das Begehren auf Grund der herrschenden politischen Lage genehmigt. (Ein ähnlicher Fall lag übriges bei Simondys vor.) Der Feldbereich bis zur Höhe der Siedlung Kolonisthuse wurde dementsprechend der nunmehr dänischen Nachbargemeinde Frøslev hinzugefügt, womit der heutige kleine Haken in der Grenzziehung in diesem Bereich entstand. Das Wohnhaus und die Stallungen des Hofes Wilmkjergaard befinden sich zwar seitdem auf der dänischen Seite der Grenze, doch der größte Teil der Getreidefelder verblieb, anders als der Antragsteller erhofft hatte, auf der deutschen Seite der Landesgrenze. Auf Grund dieses Problems errichtete die Familie Hansen im Jahr 1927 eine Wirtschaftsscheune auf der deutschen Seite von Wilmkjer.
Im Jahr 1980 wurde die Deutsch-Dänische Erdgastransport-Gesellschaft (Deudan) gegründet, welche bei Vilmkær eine Erdgastransportleitung, die von den Niederlanden nach Norwegen führt, zur Versorgung des Ortes Handewitts und angrenzender Gebiete anzapft. Die Deudan kaufte den Hof Kristiansmindevej 16 zur Verlegung der europäischen Erdgasleitung. Direkt südlich des Hofes, auf deutscher Seite, im Wilmkjerweg 1, errichtete die Gesellschaft offenbar weitere Bauten und Anlagen. Die von der Gesellschaft aufgekauften Flächen auf dänischer Seite wurden anschließend an die Familie Hansen verpachtet. Des Weiteren wurde offenbar mindestens ein Hofgebäude für Wohnzwecke vermietet.

## Grenzübergang Wilmkjer
Der Grenzübergang Wilmkjer beziehungsweise Vilmkær entstand in Folge der Grenzziehung von 1920. Der Grenzübergang von Wilmkjer erhielt keinen Schlagbaum, was nach dem Zweiten Weltkrieg einzigartig für einen dänischen Grenzübergang war. Der einsam gelegene Grenzübergang wurde eine beliebte Schmugglerroute. Besucher des Bauern Hansen wurden früher deshalb häufig scharf kontrolliert. In den 1980er-Jahren wurde von dänischer Seite erstmals ein Grenzzaun gezogen, der die Verbreitung der Schweinepest und der Maul- und Klauenseuche verhindern sollte. 2019 wurde der sogenannte Wildschweinzaun auch in diesem Bereich der Grenze aufgebaut. Im Mai 2019 protestierten deutsche und dänische Jugendliche beim Hof der Hansens im Übrigen gegen diesen Zaun, in dem sie ihn als Volleyballnetz nutzten.